# Герб Холма
Герб Холма — один із міських символів Холма, міста на сході сучасної Польщі, що засноване королем Русі Данилом 1237 року. Нині — місто на правах повіту Люблінського воєводства. Герб також розташований на прапорі міста.

## Символи
На зеленому геральдичному щиті зображено білого (від крейди) ведмедя, що йде праворуч серед трьох дубів, що ростуть поруч на пагорбі, з одним середнім дубом, що знаходиться перед твариною. Над гербом — золота корона Станіслава, що увінчана хрестом.

## Легенда про створення герба
Під час монгольської навали окупанти грабували місто. Шукаючи прихованих людей, вони увійшли до однієї з печер, звідки через деякий час вони панічно вибігли, тікаючи від білого крейдяного ведмедя, бо, за їхніми переконаннями, білий ведмідь є божеством. Жителі Холма в знак подяки за білого ведмедя помістили його в свій герб.
Місто розташоване на унікальних крейдяних ґрунтах (вміст крейди до 99 %). Другі такі рясні родовища у світі існують лише в Нідерландах.